# Петров, Александр Михайлович (консул)

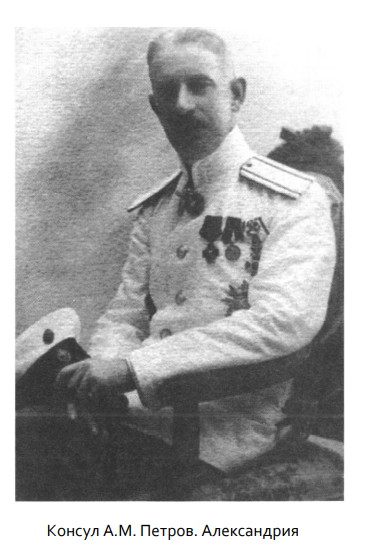
Консул А. М. Петров, Александрия, Египет

Петров Александр Михайлович (1876—1946) — последний консул императорской России в Александрии (Египет), член Императорского Православного Палестинского общества, директор александрийского Русского бюро при Департаменте общественной безопасности Министерства внутренних дел Египта, глава александрийского сообщества россиян.

## Происхождение и родословная

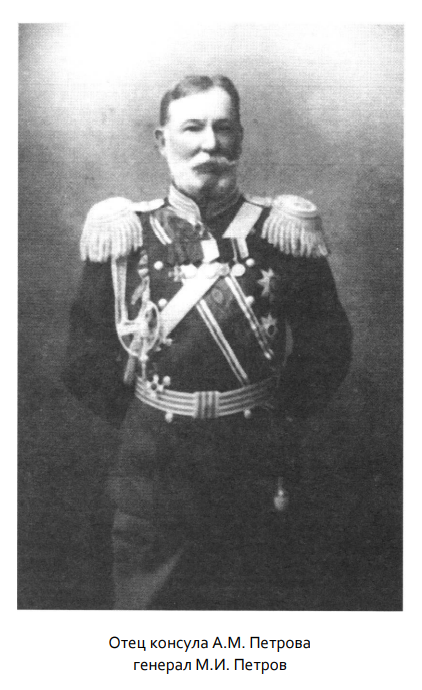
Отец консула А. М. Петрова. Генерал М. И. Петров

Родился 22 сентября (4 октября) 1876 г. в Москве. Происходил из семьи потомственных дворян Тамбовской губернии. Отец: штабс-капитан Михаил Иванович Петров. У отца было имение около 100 десятин с усадьбой в Одоевском уезде. Мать: Анастасия Дмитриевна Андриевская, владела имением площадью 900 десятин в том же уезде, что и отец. Родословная по отцовской линии восходит к семье помещиков Петровых и Житковых в Саратовской и Тульской губерниях. По материнской линии, родословная, зафиксированная в семейной памяти нынешних Петровых, восходит к Андрею Ивановичу Лопухину, тайному советнику и первому тульскому губернатору в царствование Екатерины II, который породнился с дочерью Игнатия Кирилловича Андриевского, помещика из Московской губернии.

## Образование

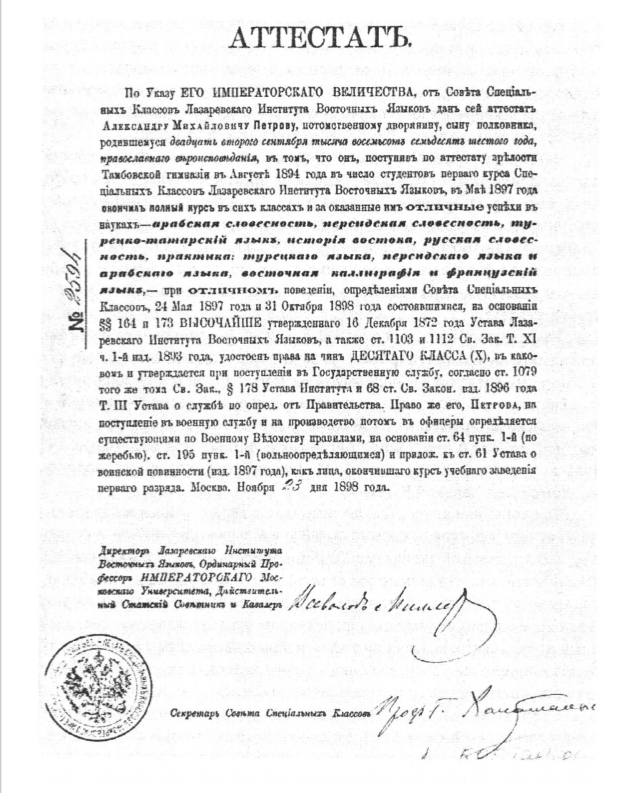
Аттестат об окончании ЛИВЯ выданный А. М. Петрову

В 1894 г. окончил классическую гимназию. До 1897 г. обучался в Лазаревском институте восточных языков (ЛИВЯ) в Москве, где его способности были высоко отмечены педагогами института. В аттестате об окончании ЛИВЯ была сделана запись, что Петров Александр Михайлович «за оказанные им отличные успехи в науках — арабская словесность, персидская словесность, турецко-татарский язык, история Востока, русская словесность и практика по турецкому языку, персидскому языку, восточной каллиграфии и французскому языку, — при отличном поведении удостоен права на чин X класса, в каком и утверждается при поступлении на государственную службу».
В 1897—1898 гг. А. М. Петров прошел курс Учебного отделения при Азиатском департаменте МИД, ведавшем отношениями России со странами Ближнего, Среднего и Дальнего Востока, Средней Азии и Балканского полуострова. В 1823 г. при нём было создано специализированное Учебное отделение для подготовки дипломатов, хорошо знающих языки (здесь изучались персидский, арабский, турецкий, армянский, новогреческий, итальянский, английский, французский языки), также история и культура стран Африки и Азии. Отделение считалось элитным учебным заведением, так как за почти столетнюю историю своего существования подготовило всего лишь 250 «штучных» дипломатов — востоковедов.

## Дипломатическая и общественная деятельность

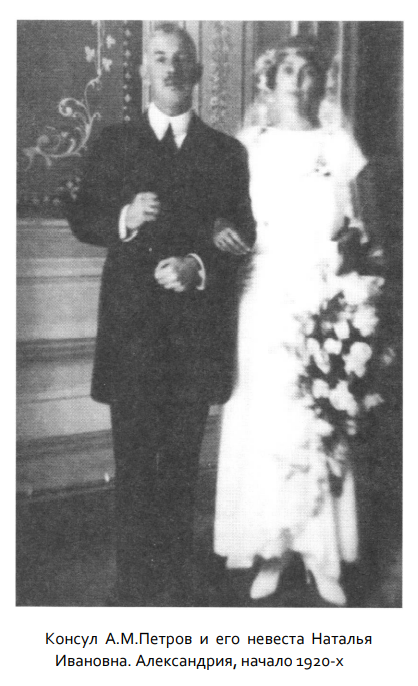
Консул А. М. Петров и его невеста Наталья Ивановна

После успешной сдачи дипломатического экзамена 20 ноября 1898 г. был назначен студентом посольства в Константинополе, точнее сказать, его прикрепили к посольству в качестве стажера. По прошествии некоторого времени, ему было Всемилостивейше разрешено принять и носить турецкий орден Османие 4-й степени. В марте 1901 г. произведен за выслугу лет в титулярные советники.
Затем в сентябре 1903 г. был назначен секретарем Генерального консульства в Иерусалиме. В марте 1905 г. произведен за выслугу лет в коллежские асессоры, и также в марте того же года ему разрешено принять и носить Иерусалимский Золотой Крест с частицею Животворящего Древа, со званием Крестоносца Святого Гроба.
После службы в Иерусалиме в феврале 1906 г. получает очередное назначение — вице-консулом в Филиппополь. В июле 1909 г. за выслугу лет был произведен в надворные советники, в этом же году награждён орденом Святой Анны 3-й степени. Также А. М. Петрова удостоили Всемилостивейше принять и носить Черногорский орден Князя Даниила 4-й степени.
26 июля 1910 г. Высочайшим приказом по гражданскому ведомству № 50 А. М. Петров был назначен консулом в Александрии. Как и другие русские дипломаты, в отпусках он бывал не часто: в двухмесячном — 1911 г. и трехмесячном в 1914 г., из которого был вызван раньше срока после объявления Германией войны России. Больше Александр Михайлович на Родине не был.
В октябре 1912 г. был награждён болгарским орденом «За гражданские заслуги» 3-й степени, а в марте 1913 г. за выслугу лет произведен в коллежские советники. Последние ордена А. М. Петров получает в 1914 и 1916 гг. — орден Святого Станислава 2-й степени и Бухарский орден Золотой звезды 2-й степени.
Вместе с тем, А. М. Петров награждён светло-бронзовой медалью в память 300-летия царствования Дома Романовых и «за отличное исполнение мобилизации 1914 г.», причем это была мобилизация русско-подданных в Александрии! Нужно было обладать не дюжими организаторскими способностями, чтобы достигнуть такого результата.
В самом начале Первой мировой войны царское правительство освободило от призыва в армии россиян, проживавших за пределами страны, но вскоре из-за огромных потерь на фронте эта мера была отменена. Поэтому по Указу с марта 1915 г. военнообязанные россияне должны были либо вернуться в Россию, либо поступить на службу к союзникам.
Для александрийских россиян был прямой путь в британскую армию, которая вела боевые действия на Синайском полуострове. В Александрии для них был создан специальный лагерь, откуда они направлялись к месту службы, чаще всего в тыл. Также были известны случаи, когда они попадали в Европу. Так, в ноябре 1916 г. из Александрии на английском транспорте в Марсель было отправлено 168 новобранцев-россиян.
В годы первой мировой войны А. М. Петрову пришлось прилагать огромные усилия для организации приема и размещения российских военнослужащих, которые в соответствии с договоренностями между странами Антанты прибывали больными и ранеными в Александрию с близлежащих мест сражений. В госпиталях не хватало мест, постоянно приходилось изыскивать новые возможности для их размещения в Александрии. Следует отметить, что умершие от ран в госпиталях и больницах города были достойно погребены на кладбище Шатби в центре Александрии при активном участии А. М. Петрова.
Почти сразу же после начала Первой мировой войны в Александрии была создана специальная организация для помощи россиянам, пострадавшим в результате боевых действий, которую возглавил сам А. М. Петров, под названием «Русский комитет помощи жертвам войны в Александрии». В состав Комитета вошли видные александрийцы, в том числе русско-подданные: И. Л. Мутафов, Я. З. Генценштейн, Дж. Коллоридибей, А. И. Фосколо, Ю. Н. Вилькен. Не без помощи этого Комитета создавались небольшие заводы и фабрики по изготовлению оболочек для мин, бомб и снарядов, гильз для патронов. К примеру, в 1915 г. на одном из этих предприятии трудилось несколько десятков беженцев. Комитет устраивал лотереи, доход от которых шел в бюджет комитета; организовывал лечение, содержание раненых и больных членов экипажа затонувшего в устье Суэцкого канала крейсера «Пересвет», доставал для них протезы для ног.
Дополнительным бременем для консула было прибытие и пребывание в Александрии православных паломников и служащих Императорского Православного Палестинского общества, представителей русской духовной миссии во главе с архимандритом Леонидом, туристов и синайских паломников, а также военных раненых и военнопленных, перевезенных англичанами в Египет. К маю 1919 г. раненых уже насчитывалось примерно 1150 человек. После ликвидации лагеря в Телль аль-Кебире большая часть их была направлена в Александрию, так они попали в поле зрения и под контроль Александрийского комитета помощи жертвам войны под председательством того же А. М. Петрова.
В начале каждого года консула ожидало очень непростое дело: он подбирал из русских александрийцев весьма уважаемых и ответственных лиц в качестве заседателей и их заместителей в судебные комиссии при вверенном ему консульстве.
За заслуги перед востоковедческой научной общественностью А. М. Петрова в 1917 г. приняли в члены Императорского Православного Палестинского общества (ИППО), что отражает его заслуги перед ориенталистами за время работы в Иерусалиме, а также в деле помощи беженцам из Палестины во время войны. Они, кстати, в основном пережидали войну в Александрии, и у консула была возможность реально им помочь, что и было сделано. В то же самое время членство в ИППО и уважение, проявляемое последним к А. М. Петрову, указывают на широту и глубину востоковедческих знаний бывшего выпускника ЛИВЯ. Следует отметить, что восток интересовал А. М. Петрова не только как дипломата. Александр Михайлович принимал самое активное участие в научной жизни ориенталистов, помогая востоковедам, прибывавшим в Египет и другие страны.
В начале 20-х годов советское государство начали признавать на Западе. А. М. Петров и другие русские дипломаты в Египте, которые представляли царское, а за тем временное правительство, не признали советскую власть и продолжали подчиняться белоэмигрантскому кабинету министров в Париже. 8 октября 1923 г. англо-египетские власти лишили их дипломатического иммунитета и поставили под надзор египетских квартальных шейхов.
И все же А. М. Петров не сошел со сцены. В 1926 г. он стал директором александрийского Русского бюро, организованного англо-египетскими властями при департаменте общественной безопасности Министерства внутренних дел. Находясь, таким образом, на египетской службе, он имел возможность официально оказывать помощь своим соотечественникам. Основная задача бюро состояла в выдаче видов на жительство в Египте, справок из консульских архивов, а также в выполнении некоторых нотариальных обязанностей. Бюро не имело права касаться вопросов «личного статуса» и юридической защиты русских.
Как истинный патриот, наряду с «официальной» помощью эмигрантам А. М. Петров оказывал им всяческое содействие, используя свой огромный личный авторитет и дружеские связи в Александрии с иностранными консулами, государственными должностными лицами, крупными предпринимателями города. При этом он всегда действовал энергично и его активность приносила ощутимые результаты. Так, успешно существовало «Общество дешёвого кредита», столь популярное среди эмигрантов, выдавая ссуды своим членам на коммерческие начинания, способствуя тем самым обустройству россиян в Александрии. Председателем его, как и многих других, стал А. М. Петров.
Будучи глубоко верующим человеком, Александр Михайлович создал на свои средства православную церковь в Александрии. Кроме того, он стал одним из инициаторов и создателей в 1934 г. русской часовни на кладбище в Шатби.
Участие консула в судьбе русских изгнанников в Александрии в значительной степени позволило им не только выжить на чужбине, но и внести весомый вклад в социально-культурную жизнь Александрии, в русскую и даже мировую культуру. Во многом благодаря ему в январе 1925 г. была устроена персональная выставка И. Я. Билибина, имевшая огромный успех, установлен памятник российского скульптора Б. О. Клюзеля-Фродмана «Невеста Нила» в городском саду «Нузха», обеспечен незабываемый прием балерины Анны Павловой в 1923 и 1928 гг., а также гастроли всемирно известного певца Федора Шаляпина в 1933 г.
Тяжелым испытанием для русских эмигрантов в Александрии явилось нападение фашистской Германии на Советский Союз. По ряду причин некоторое количество александрийских россиян восприняли фашистские идеи и распространяли фашистскую литературу даже среди команд советских судов в александрийской гавани. Однако большинство российских изгнанников стояли на патриотических позициях.
Сам Александр Михайлович внимательно следил за тем, что происходило в Советской России. Во время голода в Советской России в 1921 г. он через благотворительные вечера и другие мероприятия организует сбор средств для голодающих в России, а во время Великой Отечественной войны он являлся активным поборником оказания помощи далеким соотечественникам через различные фонды содействия.
Сразу после Второй мировой войны А. М. Петрова, как старейшего и опытнейшего из иностранных консулов Александрии, избирают дуайеном консульского корпуса второй столицы Египта.
На протяжении всей деятельности в Александрии Александра Михайловича — его ни в чём нельзя было упрекнуть в том, что касалось его отношения к членам русской колонии города.

## Семья

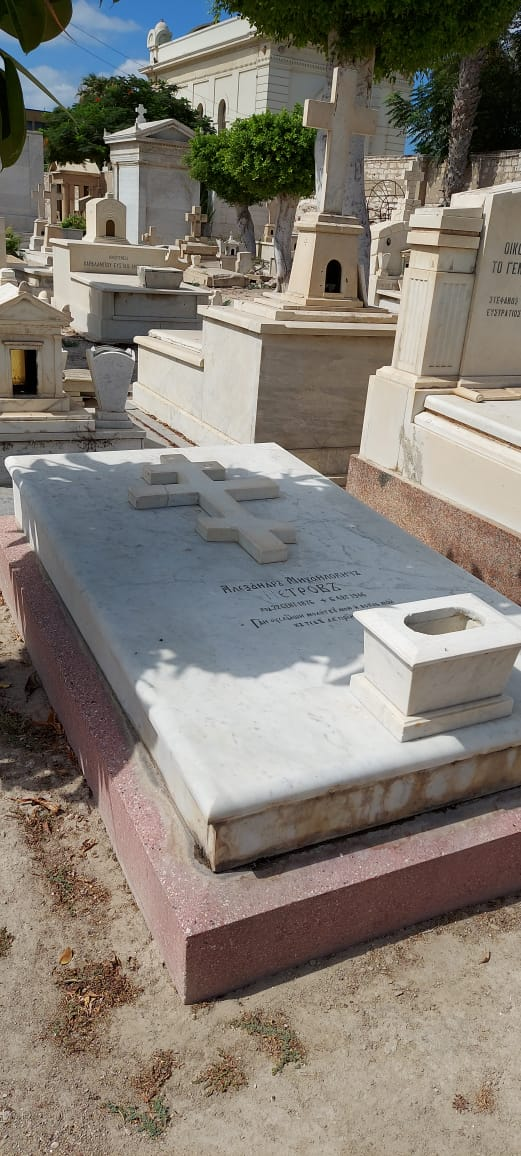
Место захоронения консула. Кладбище Шатби г. Александрия, АРЕ

Обстоятельства в семейной и личной жизни А. М. Петрова складывались непросто. Первый брак Александра Михайловича состоялся с дочерью Генерального консула в Эрзеруме, действительного статского советника Максимова Надеждой Викторовной Максимовой. В этом браке в 1901 г. родились в Иерусалиме сын Александр и дочь Анастасия в 1907 г. в Филиппополе. К сожалению жена Надежда Викторовна скончалась в Москве на 38-м году жизни в октябре 1918 г.
В конце 1921 г., после значительных усилий консулу удалось переправить (скорее даже «вырвать») к себе в Египет из Советской России обеих Анастасий, мать и дочь. Бабушка намного пережила свою внучку, которая покончила жизнь самоубийством в октябре 1924 г. в возрасте 17 лет выстрелом из отцовского револьвера из-за неразделенной любви. Анастасия Дмитриевна, мать консула, умерла в декабре 1942 г. Мать и дочь Александра Михайловича покоятся в одной могиле на кладбище Шатби г. Александрии, в 100 метрах от могилы самого А. М. Петрова.
Второй раз Александр Михайлович женился на Наталье Ивановне Карягиной, казачке из Тверской области, 1892 г.р. Она с группой паломниц выехала из России в Иерусалим и осталась в нём из-за военных действий. Там-то и познакомился с ней А. М. Петров, часто приезжавший в Палестину по делам. Во втором браке 16 декабря 1925 г. родилась дочь Мария. Вторая жена умерла в 1980-х гг. прошлого столетия. Её захоронили в той же самой могиле, где покоится прах Александра Михайловича.
6 августа 1946 г. Александр Михайлович Петров скончался. Был похоронен на кладбище Шатби г. Александрии.
Место захоронения консула: https://www.google.com/search?q=6W48%2B58+Bab+Sharqi&oq=6W48%2B58+Bab+Sharqi&aqs=chrome.0.69i59j69i60.1506j0j4&sourceid=chrome&ie=UTF-8